# The Who Sell Out
Albums de The Who
A Quick One
(1966) Tommy
(1969)
The Who Sell Out est un album-concept du groupe de rock britannique The Who sorti en 1967.
L'album se présente sous la forme d'une fausse émission de la station de radio pirate Radio London : les chansons sont séparées par des jingles commerciaux et autres publicités. Marqué par le courant psychédélique, The Who Sell Out inclut notamment I Can See for Miles, single le plus vendu de l'histoire des Who et le seul issu de l'album. The Who Sell Out a atteint la 13e place des charts britanniques et la 48e place aux États-Unis. 

## Genèse et enregistrement
Le mixage fut achevé aux studios De Lane Lea de Londres en 1967, le 30 octobre pour le stéréo et le 2 novembre pour le mono.

## Caractéristiques artistiques
Le ton de ce disque est traversé par un humour décalé. Le concept est amusant, assez en tous cas pour ne pas être pris au sérieux. Cependant, ce disque ouvrit la voie aux expérimentations de Pete Townshend en ce qui concernait la complexité narrative que l'on pouvait retranscrire au sein d'un album musical, ce qui préfigurait Tommy, mais également les épopées de Lifehouse et Quadrophenia, en faisant d'un album quelque chose de supérieur à une simple collection de chansons. Le concept reste néanmoins ici sans aucune prétention. D'ailleurs à ce sujet, sur la deuxième moitié du titre Rael 1&2, on peut entendre une ébauche presque identique à un extrait de Underture de l'album Tommy, à cette exception près que pour Rael 1&2, il s'agit d'une chanson alors que le titre Underture est totalement instrumental.
Certaines chansons demeurent très appréciées : l'écriture de Townshend atteint ici un premier sommet, en ce qui concerne notamment la veine pop du groupe. Des titres comme Tattoo ou Odorono conjuguent une fraîcheur et un humour certain avec une complexité musicale sous-jacente. Certains titres se rattachent au mouvement psychédélique, dominant dans la culture populaire de l'époque : on peut citer Armenia City in the Sky ou le single I Can See for Miles, une des chansons les plus célèbres des Who.
Le mixage de l'album, bien que moins éthéré que celui de Tommy, offre un son bien plus évolué que celui des deux premiers albums du groupe, ayant disposé de beaucoup plus de temps pour peaufiner les titres. Les claviers se taillent une place importante dans ce disque, notamment l'orgue. La section rythmique est globalement sous-mixée, laissant la place au chant et aux superpositions de guitares. On remarque aussi une grande part de guitares acoustiques dans ce disque, tendance qui allait se confirmer dans l'album suivant.

### Concept
The Who Sell Out peut se traduire, en français, par « les Who se vendent » ; on peut voir dans ce titre un clin d'œil au classique Beatles for Sale. Suivant la mode des albums concepts initiée quelques mois plus tôt dans l'année 1967 par les Beatles avec Sgt. Pepper's Lonely Hearts Club Band, ils décidèrent d'enregistrer eux aussi un album-concept. Cependant, il ne s'agit pas d'une histoire portée par un développement narratif (le groupe ne commencera ce genre de créations que plus tard sur Tommy). Le concept est donc assez léger, voire humoristique.
Les titres sont entrecoupés de jingles radiophoniques, élaborés par les Who eux-mêmes : le disque s'écoute comme une émission radiophonique. C'est un pastiche de radio pirate. À l'époque, de nombreuses radios émettaient clandestinement sur le territoire britannique. On peut donc concevoir ce disque comme une émission de Radio London, célèbre station pirate de ce temps. Cette idée provient du manager des Who, Chris Stamp, et de Pete Townshend, guitariste et auteur des Who. Chris Stamp proposa à des marques de payer pour obtenir des jingles, mais, vu le faible nombre de copies prévues à sa sortie (50 000 exemplaires), aucune n'accepta.
La sortie de l'album fut rapidement suivie de poursuites judiciaires consécutives aux mentions d'intérêts commerciaux réels dans les faux jingles publicitaires et sur la pochette de l'album. Les créateurs des vrais jingles (ceux de Radio London), déclarèrent que les Who les avaient utilisés sans permission, et engagèrent également des poursuites (les jingles avaient été produits par PAMS Productions de Dallas, au Texas, producteurs de milliers de jingles pour les radios des années 1960 et 70).

### Pochette
La pochette de l'album est divisée en quatre photographies commentées (deux sur la face, deux au dos). Comme tout bon album-concept, la pochette fait directement référence au disque, en faisant la part belle aux publicités parodiques. Elles sont l'œuvre du photographe David Montgomery, et représentent les quatre membres des Who :
- Pete Townshend s'appliquant du déodorant d'un énorme tube de la marque Odorono ;
- Roger Daltrey assis dans une baignoire remplie de haricots en sauce Heinz Baked Beans, avec une gigantesque conserve de la même marque dans ses bras ;
- Keith Moon soignant un énorme bouton avec un tube démesuré de la crème Medac ;
- John Entwistle dans une tenue de Tarzan (peau de léopard), enlaçant d'un bras une femme blonde dans un bikini léopard et tenant dans l'autre main un ourson en peluche.

John Entwistle a déclaré que c'était lui qui était censé être plongé dans les haricots. Lorsqu'il apprit cela, il fit exprès d'arriver en retard. Puisque Entwistle n'était pas là, Roger Daltrey fut réquisitionné ; les haricots sortaient du réfrigérateur et étaient glacés. C'est ainsi qu'Entwistle posa à la place de Daltrey avec la jeune femme blonde.
De plus, Keith Moon annonça à Roger Daltrey que la séance aurait lieu à midi, alors qu'elle était à onze heures. Comme les autres s'étaient dépêchés d'effectuer les autres photos. Il n'avait plus de choix, à lui les haricots.

## Accueil de la critique
The Who Sell Out eut un accueil mitigé. Au Royaume-Uni, il n'atteignit que la 13e place des hit-parades, ce qui constituait une performance assez décevante par rapport aux deux albums précédents (My Generation et A Quick One), qui eux avaient atteint le top 5. Par contre, ce fut le premier album à percer aux États-Unis, arrivant à la 48e place, alors que les deux premiers albums n'avaient pas réussi à entrer dans le classement du Billboard Hot 100.
Le single tiré de l'album, I Can See for Miles, atteignit la 10e place des classements britanniques, ce qui déçut beaucoup son auteur Pete Townshend, qui pensait avoir écrit un morceau capable d'atteindre la première place. L'auteur pensa ne plus être capable d'écrire des singles à succès, ce qui sans doute le poussa à travailler plus sur les albums, ce qui allait mener à Tommy. Mais I Can See for Miles eut un succès relatif de l'autre côté de l'Atlantique, montant jusqu'à la 9e place des classements.
À noter que cet album est particulièrement apprécié des critiques, autant, sinon plus que Who's Next, pourtant considéré comme le pinacle de la carrière du groupe. Les critiques du magazine Rolling Stone ont décerné la note maximale à cet album, tandis que l'influent écrivain rock Robert Christgau lui attribua un A+, note très rarement décernée par ce critique. Les rédacteurs d'AllMusic ont également très bien noté The Who Sell Out.
Le magazine Rolling Stone le place en 2003 en 113e position du classement des 500 meilleurs albums de tous les temps, et en 115e position dans le classement 2012. Il est également cité dans l'ouvrage de référence de Robert Dimery Les 1001 albums qu'il faut avoir écoutés dans sa vie.

## Titres
Tous les titres sont de Pete Townshend, sauf mention contraire.

### Face 1
- Radio London (Days of the Week)

1. Armenia City in the Sky (Keen) – 3:12
  - Wonderful Radio London
2. Heinz Baked Beans (Entwistle) – 0:57
  - More Music
3. Mary Anne with the Shaky Hand – 2:04
  - Premier Drums
  - Radio London (Instrumental)
4. Odorono – 2:16
  - Radio London (Smooth Sailing)
5. Tattoo – 2:42
  - Radio London (Church of Your Choice)
6. Our Love Was – 3:07
  - Radio London (Pussycat)
  - Speakeasy
  - Rotosound Strings
7. I Can See for Miles – 4:17

### Face 2
- Charles Atlas

1. I Can't Reach You – 3:03
2. Medac (Entwistle) – 0:57
3. Relax – 2:38
  - Rotosound Strings (uniquement dans le remix de 1995)
4. Silas Stingy (Entwistle) – 3:04
5. Sunrise – 3:03
6. Rael (1 and 2) – 5:44 (renommé Rael 1 dans des éditions ultérieures)
  - Track Records (boucle infinie)

### Titres bonus de la réédition de 1995
1. Rael 2 – 0:47
  - Top Gear
2. Glittering Girl – 2:56
  - Coke 2
3. Melancholia – 3:17
  - Bag O'Nails
4. Someone's Coming (Entwistle) – 2:29
  - John Mason's Cars (Rehearsal)
5. Jaguar – 2:51
  - John Mason's Cars (Reprise)
6. Early Morning Cold Taxi (Daltrey, Langston) – 2:55
  - Coke 1
7. Hall of the Mountain King (Grieg) – 4:14
  - Radio 1 (Boris Mix)
8. Girl's Eyes (Moon) – 3:28
  - Odorono (Final Chorus)
9. Mary Anne with the Shaky Hand (version alternative) – 3:19
10. Glow Girl – 2:24
  - Track Records

### Titres bonus de l'édition Deluxe de 2009

#### Bonus du CD 1
1. Rael Naive – 0:59
  - Rotosound Strings (a cappella)
2. Someone's Coming (Entwistle) – 2:36
  - Radio London Weather Word
3. Early Morning Cold Taxi (Daltrey, Langston) – 2:59
  - Radio London News Bulletin
4. Jaguar – 2:58
  - Wonderful Radio London
5. Coke After Coke – 1:05
6. Glittering Girl – 3:00
7. Summertime Blues (Cochran, Capehart) – 2:35
8. John Mason Cars (Entwistle, Moon) – 0:39
9. Girl's Eyes (Moon) – 2:52
  - Bag O'Nails
10. Sodding About (Entwistle, Moon, Townshend) 2:47
11. Premier Drums (Full Version) – 0:42
12. Odorono (Final Chorus) – 0:24
13. Mary Anne with the Shakey Hand (US Mirasound Version) – 3:22
14. Things Go Better With Coke – 0:30
15. Hall of the Mountain King (Grieg, arr. The Who) – 4:23
16. Top Gear – 0:50
17. Rael 1 & 2 (Remake Version) – 6:35
  - Track Records

#### Bonus du CD 2
1. Mary Anne with the Shaky Hand (Version 1) (US mono single mix) – 3:16
2. Somone's Coming (UK single mono mix) (Entwistle) – 2:31
3. Relax (Early demo, stereo) – 3:21
4. Jaguar (Original mono mix) – 2:51
5. Glittering Girl (Unreleased version, stereo) – 3:17
6. Tattoo (Early mono mix) – 2:46
7. Our Love Was (Take 12, mono mix) – 3:16
8. Rotosound Strings (stereo) – 0:12
9. I Can See for Miles (Early mono mix) – 4:00
10. Rael (Early mono mix) – 5:43
  - Armenia City in the Sky (Morceau caché)
  - Great Shakes

## Musiciens

### The Who
- Roger Daltrey : chant
- Pete Townshend : guitare, chant sur Odorono, Our Love Was, I Can't Reach You, Sunrise, Rael Naive, Jaguar, Glittering Girl
- John Entwistle : basse, cors, chœurs
- Keith Moon : batterie, chant sur Girl's Eyes, John Mason's Cars

### Autres musiciens
- Al Kooper : orgue sur Rael 1, Mary Anne with the Shaky Hand (alternative version)
- Speedy Keen - chœurs sur Armenia City in the Sky

## Anecdotes
- C'est le bassiste John Entwistle qui chante sur Girl's eyes et sur Jaguar.
- Un poster psychédélique était offert avec l'album[4].
- Les jingles que l'ont peut entendre tout le long de l'album ont été écrits par John Entwistle et Keith Moon au pub du coin à côté du studio.
- L'ensemble du groupe n'étant pas motivé par l'idée d'une photo dans une baignoire remplie de haricots sauce tomate, Keith Moon en profita pour faire une farce à Roger Daltrey. Il suggéra au photographe de stocker les haricots 24 heures avant la session photo dans un réfrigérateur afin que la sauce soit plus rouge, puis déclara à Daltrey que la session commencerait à 12 heures. Le reste du groupe firent leurs photos à 11 heures, puis Daltrey arriva naturellement en dernier, inconscient de la farce de Moon.

## Reprises
- En 2005, la chanteuse et violoniste américaine Petra Haden enregistra, avec les choristes de The Sellouts, une reprise de l'album des Who intitulée Petra Haden Sings: The Who Sell Out. Dans une interview, Pete Townshend exprime à propos de cette reprise :« J'étais un peu embarrassé de réaliser que j'étais en train d'apprécier tellement ma propre musique, d'une certaine façon c'était comme l'écouter pour la toute première fois[8]. »